# جيف براند
جيف براند (بالإنجليزية: Geoff Brand)‏ (14 مايو 1946 بإنجلترا في المملكة المتحدة - ) هو لاعب كرة قدم نيوزلندي في مركز الهجوم. شارك مع منتخب نيوزيلندا لكرة القدم. أما مع النوادي، فقد لعب مع ستوب أوت ‏.

## وصلات خارجية
- جيف براند على موقع الاتحاد الدولي (مؤرشف)  (الإنجليزية)
- جيف براند على موقع عالم كرة القدم.نت (الإنجليزية)